# Rhinoliparis
Rhinoliparis is een geslacht van straalvinnige vissen uit de familie van slakdolven (Liparidae).

## Soorten
- Rhinoliparis attenuatus Burke, 1912
- Rhinoliparis barbulifer Gilbert, 1896